# Râul Gornet
Râul Gornet este un curs de apă, afluent al râului Sitna. 